# Carlos Piantini

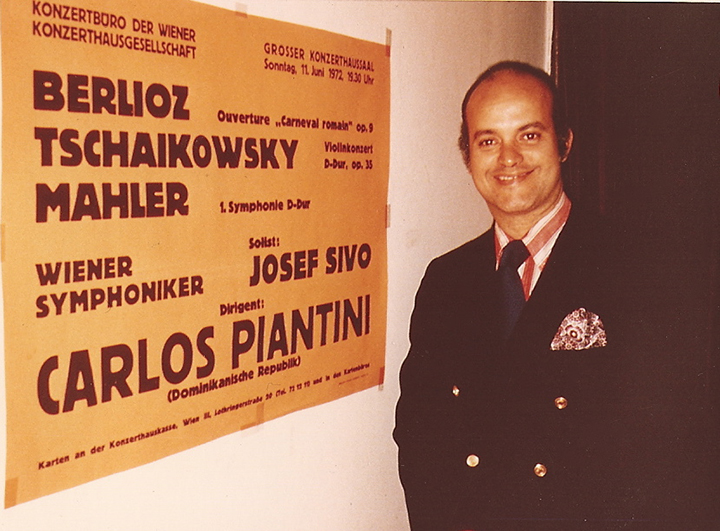
Carlos Piantini (1972)

Carlos Alberto Piantini Espinal (* 9. Mai 1927 in Santo Domingo; † 26. März 2010 in Port Jervis) war ein dominikanischer Violinist und Dirigent.

## Leben
Piantini debütierte im Alter von zehn Jahren als Violinsolist. Er studierte in Mexiko bei Henryk Szeryng und war Mitglied des Orquesta Sinfónica de México unter Leitung von Carlos Chávez Ramírez. In New York war er an der Juilliard School of Music Schüler von Joseph Fuchs.
1956 wurde er Violinist des von Leonard Bernstein geleiteten New York Philharmonic Orchestra. 1969 debütierte er als Dirigent dieses Orchesters mit Verdis Requiem. Ab 1970 studierte er Dirigieren bei Hans Swarowsky in Wien. 1972 leitete er eine Aufführung der Wiener Philharmoniker von Mahlers Erster Sinfonie. Von 1972 bis 1973 war er Kulturbotschafter der Dominikanischen Republik bei den Vereinten Nationen.
Von 1973 bis 1978 war Piantini künstlerischer Direktor des Teatro Nacional de la República Dominicana. Danach leitete er bis 1983 das neu gegründete Caracas Philharmonic Orchestra. Von 1985 bis 1986 dirigierte er siebzehn Konzerte am Teatro San Carlo in Neapel. Seit 1988 gab er jährlich Konzerte mit dem Orchestra Alessandro Scarlatti der RAI in Neapel. Beim Festival del Valle d’Itria 1990 dirigierte er eine Aufführung von Bizets Oper Die Perlenfischer, 1992 zum Jahrestag der Entdeckung Amerikas die Aufführung von Antonio Bragas Oper 1492. Daneben war er von 1984 bis 1994 Direktor des Orquesta Sinfónica Nacional de la República Dominicana.
1998 nahm er mit dem Warschauer Philharmonieorchester und dem kubanischen Gitarristen Rubén González Ávila Román Ernesto Peñas Konzert für Gitarre und Orchester auf. Im gleichen Jahr leitete er eine Aufführung von Antonio Bragas Oratorium Santo Domingo de Guzmán am Teatro San Carlo in Neapel. 1999 dirigierte er eine szenische Aufführung von Bizets Carmen am Teatro Nacional de Santo Domingo und führte mit dem Orquesta Sinfónica Nacional Michel Camilos Klavierkonzert mit dem Komponisten als Solist auf.
2009 wurde der Hauptsaal des Teatro National nach Piantini als Gran Sala Maestro Carlos Piantini benannt. Im gleichen Jahr zeichnete ihn der dominikanische Kongress einstimmig als National Treasure of Music aus. Bis zu seinem Tod war Piantini Ehrendirigent des Orquesta Sinfónica Nacional.